# 6 Kresowy Batalion Rozpoznawczy

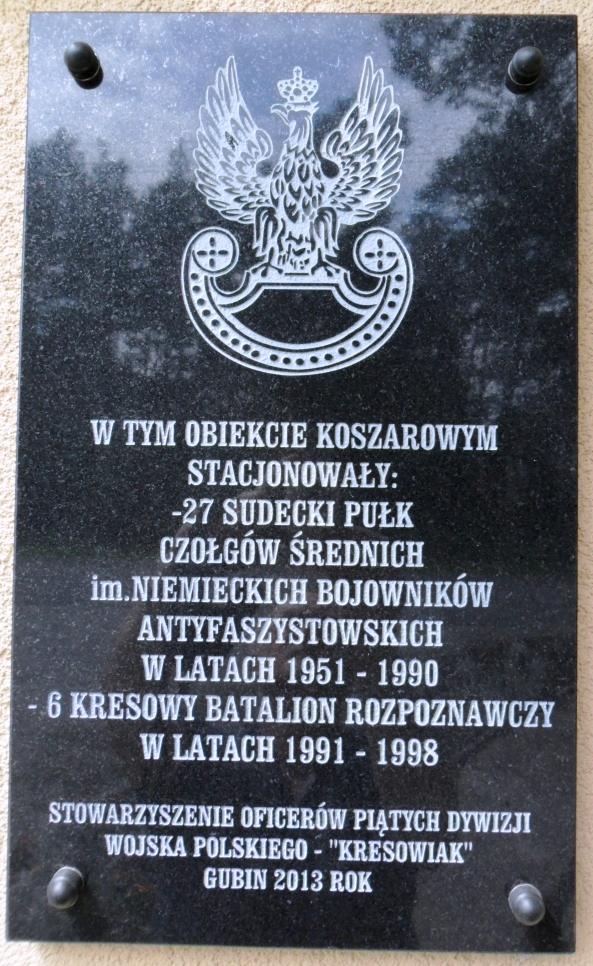
Tablica upamiętniająca stacjonowanie batalionu w Gubinie

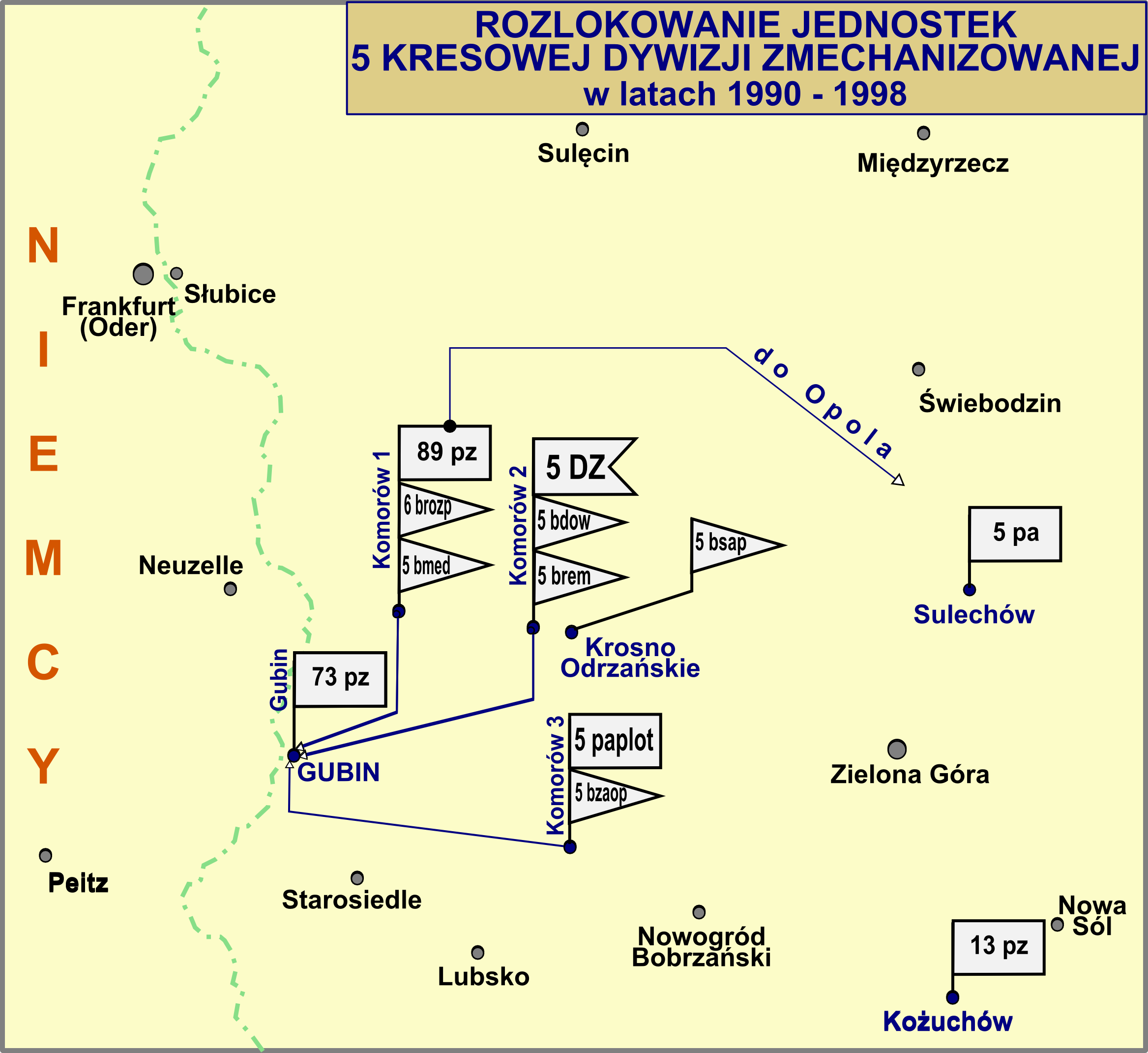
Rozlokowanie jednostek Dywizji

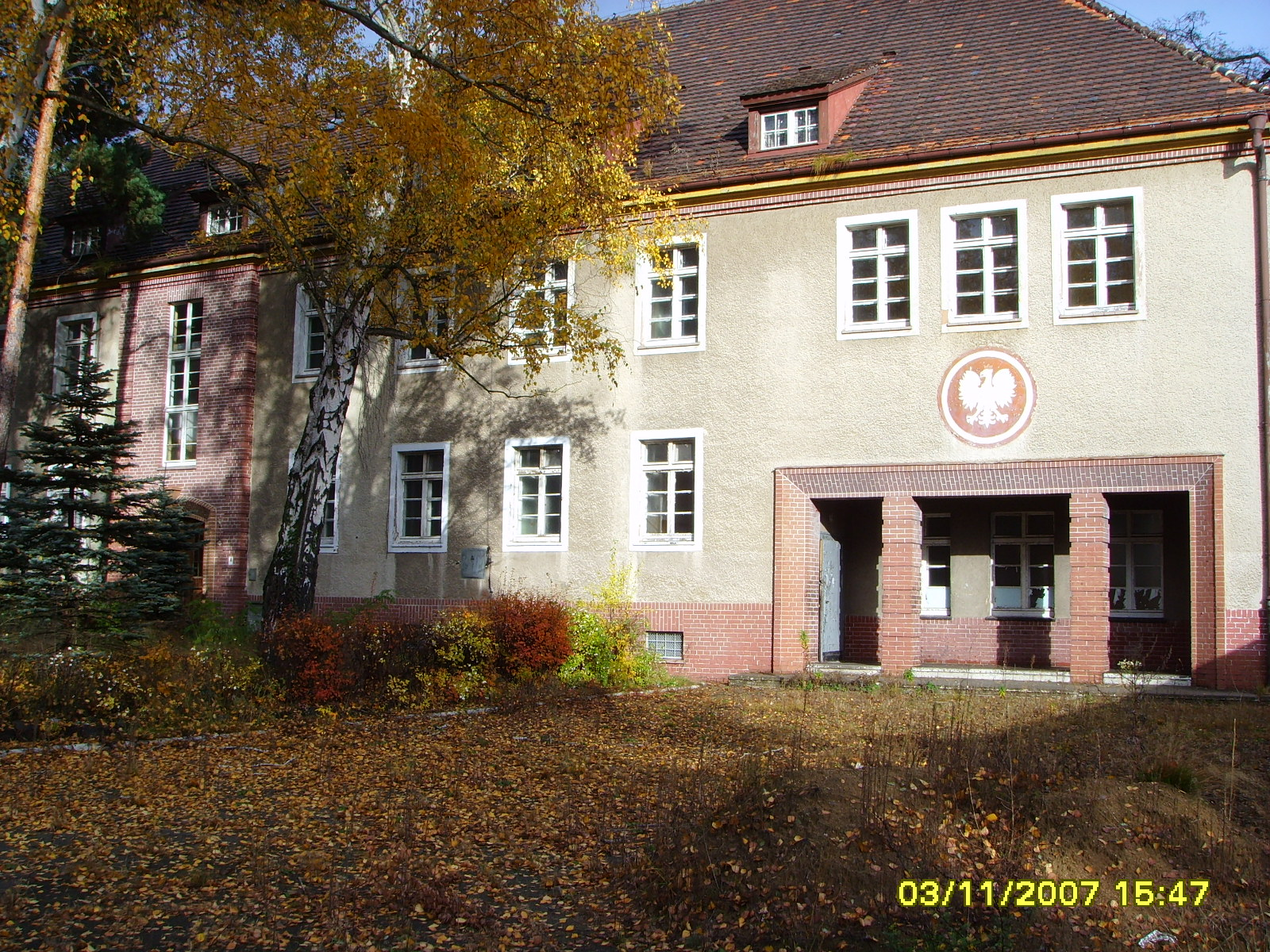
Budynek sztabu 6 br (10 lat po rozwiązaniu jednostki)

6 Kresowy Batalion Rozpoznawczy im. gen. Józefa Hallera (6 br) – pododdział rozpoznawczy Wojska Polskiego.
Na podstawie zarządzenia szefa Sztabu Generalnego WP Nr 055/Org. z 1 sierpnia 1994 i zarządzenia zastępcy dowódcy Śląskiego Okręgu Wojskowej – szefa sztabu Nr Pf 85/Org. z 5 września 1994 w sprawie reoganizacji batalionów rozpoznawczych 4, 5 oraz 11 DKPanc., w terminie do 31 marca 1995, 2 batalion rozpoznawczy w Gubinie (etat wojenno-pokojowy Nr 30/329/0) został przeformowany na 6 batalion rozpoznawczy wg etatu wojenno-pokojowego Nr 29/122/0. Przeformowany batalion zachował dotychczasowe podporządkowanie, numer jednostki wojskowej i poczty polowej (P-8253), identyfikator oraz miejsce postoju. Dowódca 6 br był odpowiedzialny za przygotowanie i przeprowadzenie mobilizacji: Komendy Garnizonu Gubin i 14 Zmilitaryzowanego Rejonowego Zakładu Usługowego kat. IIA w Gubinie. Jednocześnie dowódca 5 DZ przeprowadził stosowne zmiany w posiadanym „wyciągu z zestawienia zadań mobilizacyjnych PM-83” i „PM-95”.
Na podstawie decyzji Nr 57/MON ministra obrony narodowej z 15 maja 1995 6 batalion rozpoznawczy otrzymał nazwę wyróżniającą „Kresowy” i imię patrona gen. broni Józefa Hallera oraz przejął dziedzictwo tradycji:
- 6 pułku strzelców konnych (1831),
- 1 pułku szwoleżerów Armii gen. Józefa Hallera (1918–1919),
- 3 pułku szwoleżerów Armii gen. Józefa Hallera (1919),
- 4 pułku dragonów (1919),
- 4 pułku strzelców konnych (1919–1920),
- 6 pułku strzelców konnych im. hetmana wielkiego koronnego Stanisława Żółkiewskiego (1920–1939),
- 2 batalionu rozpoznawczego (1951–1961 i 1968–1994),
- 58 kompanii rozpoznawczej (1961–1968)[3].

31 grudnia 1998 batalion został rozformowany.

## Symbole batalionu
Sztandar

26 października 1995 Prezydent RP Lech Wałęsa nadał batalionowi sztandar ufundowany przez Społeczny Komitet Fundacji Sztandaru.
11 listopada 1995 na rynku w Lubsku dowódca 5 Kresowej Dywizji Zmechanizowanej, generał brygady Zbigniew Jabłoński, w imieniu Prezydenta Rzeczypospolitej Polskiej, dokonał aktu wręczenia nowego sztandaru dowódcy jednostki podpułkownikowi dyplomowanemu Andrzejowi Kuśnierkowi. Rodzicami chrzestnymi sztandaru zostali: Danuta Urbańczyk i były żołnierz 6 Pułku Strzelców Konnych, podchorąży rezerwy magister Władysław Kuźniar.
Opis sztandaru

Na stronie głównej płata sztandaru wyhaftowana jest cyfra „6” oznaczająca numer batalionu. Na odwrotnej stronie sztandaru widnieje herb Lubska – fundatora sztandaru, a w dalszej kolejności odznaka pamiątkowa 6 Kresowego Batalionu Rozpoznawczego im. gen. Józefa Hallera, herb rodowy hetmana wielkiego koronnego Stanisława Żółkiewskiego – patrona 6 PSK oraz herb Gubina nawiązujący do miejsca stacjonowania jednostki. Autorem projektu sztandaru jest mjr Jan Rostkowski. 